# در جستجوی خوشبختی

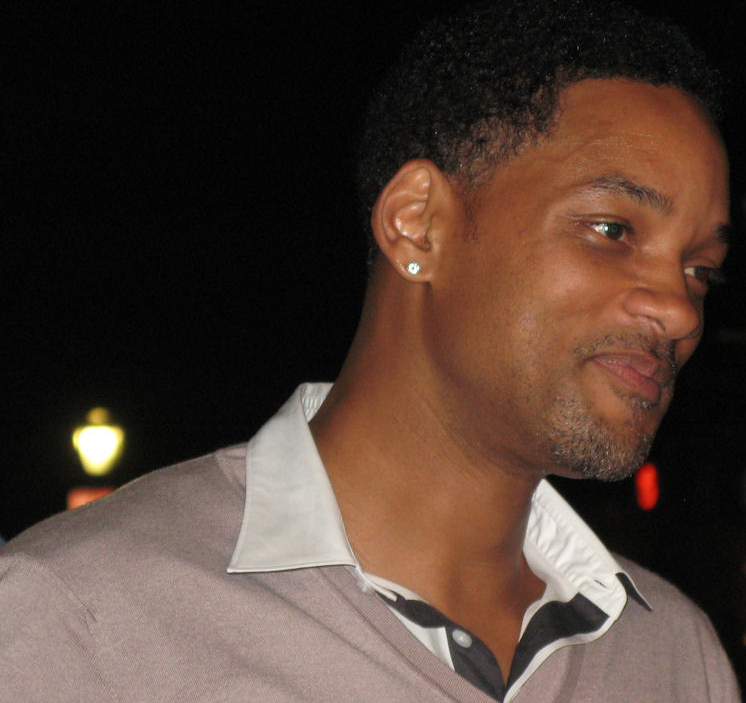
در این فیلم که محصول فقرِ عمیق و ناامیدی تنیده با امید خاموش و دست یابی به موفقیت دور از انتظار و چشیدن دوره های مختلف زندگیست به خوبی برای بیننده مسیری به آینده ای روشن با وجود سکونت در تاریکی ترسیم کرده است.

در جستجوی خوشبختی (به انگلیسی: The Pursuit of Happyness)  فیلمی درام و زندگینامه‌ای محصول ۲۰۰۶ ایالات متحده آمریکا به کارگردانی گابریل موچینو است. داستان فیلم بر اساس بی‌خانمانی حدوداً یک‌ساله کریس گاردنر است که ویل اسمیت نقش وی را بازی می‌کند.

## داستان
این فیلم داستان واقعی کریس گاردنر سیاه پوست، خرده فروش اسکنرهای پزشکی در سال ۱۹۸۱ است که به همراه همسرش لیندا و پسر کوچکش، کریستوفر، در سانفرانسیسکو زندگی بسیار سختی دارند. وضع مالی کریس بسیار بد است. او که توانایی پرداخت اجاره خود را ندارد، صاحبخانه‌اش بیرونش کرده و از این رو لیندا نیز او را ترک می‌کند. کریس که هم باید پدر خوبی باشد و هم خرج کریستوفر را تأمین کند، دچار مشکل شده است. کریس سعی می‌کند در شرکتی استخدام شود و از سویی باید کریستوفر را حفظ کند؛ مبارزه سختی برای زندگی کردن پیش روی کریس قرار دارد.

## جوایز
نامزد جایزه اسکار بهترین بازیگر نقش اول مرد در هفتاد و نهمین دوره جوایز اسکار ، ویل اسمیت
نامزد جایزهٔ بفتا برای بهترین بازیگر مرد 2007 ، ویل اسمیت
نامزد جایزه انجمن بازیگران فیلم 2007 ، ویل اسمیت
نامزد انجمن منتقدان فیلم شیکاگو 2006 ، ویل اسمیت 